# Sedmerovec
Sedmerovec (hongrois : Szedmerőc) est un village de Slovaquie situé dans la région de Trenčín.

## Histoire
La première mention écrite du village date de 1229.

## Démographie

### Évolution de la population
| Année:               | 1994. | 2004.   | 2014.   | 2024.   |
| -------------------- | ----- | ------- | ------- | ------- |
| Nombre de personnes: | 403   | 410     | 428     | 419     |
| Différence:          |       | +1,73 % | +4,39 % | -2,10 % |

| Année:               | 2023. | 2024.   |
| -------------------- | ----- | ------- |
| Nombre de personnes: | 424   | 419     |
| Différence:          |       | -1,17 % |